# Masjed-e Qabāqī
Masjed-e Qabāqī (persiska: مسجد قباقی) är en ort i Iran.   Den ligger i provinsen Gilan, i den nordvästra delen av landet, 400 km nordväst om huvudstaden Teheran. Masjed-e Qabāqī ligger 27 meter över havet och antalet invånare är 459.
Terrängen runt Masjed-e Qabāqī är varierad.  Närmaste större samhälle är Chūbar, 2,4 km öster om Masjed-e Qabāqī. 